# Tukulti-Ninurta II
Tukulti-Ninurta II was koning van Assyrië van 891 v.Chr. - 884 v.Chr..
Hij erfde een duidelijk verstevigd en vergroot koninkrijk van zijn vader Adad-nirari II en een vredesvrdrag met Babylon. Hij herbouwde de muren van Assur. In zijn vrij korte tijd op de troon verstevigde hij verder de grip van het Assyrische hof op de Aramese vazalkoningen in het door zijn vader onderworpen gebied in het zuidwesten. Hij trok er rond om schatting af te dwingen en trok in triomf langs de Khabur en de Midden-Eufraat.. De gezagsuitbreiding van zijn vader kreeg daarmee een permanent karakter.  Hij werd opgevolgd door zijn zoon Assurnasirpal II.

## Verwijzingen
1. ↑  blz 490 History of Humanity Volume II
From the Third Millennium to the Seventh Century B.C.
A.H. Dani, J.-P. Mohen et al. ISBN 978-92-3-102811-3